# Чудомиричі
Чудомиричі (лат. Quddomirorum, Chudomirig, Cidomirig, Cudomericich, Cudimerig, Cudomirichys, Zudomerich, Zuddomirikion and Zudomirikion) — один із дванадцяти знатних родів Королівства Хорватія, згаданих у Pacta conventa та Супетарському картулярії.

## Етимологія
Бранімір Гушич стверджував, що родове ім'я пов'язане з топонімом і селом Туджемілі (Тюджемілі або Чудемілі) поблизу Бара, Чорногорія, які знаходяться поблизу інших сіл Дедічі та Хорватін з церквою Святого Миколая. Таким чином, ім'я Чудомір-Чудомер він отримав від готського особистого імені Тіудомер (гот. thiuda «нація, народ, народ»).

## Історія
Найдавнішим відомим предком роду є жупан Прибислав Чудомирич, один із дванадцяти шляхтичів, згаданих у Pacta conventa (1102). Відповідно до Супетарського картулярію, вони були одним із шести племен, які обирали банів, які, у свою чергу, обирали нового короля у випадку, коли попередній король помер, не залишивши спадкоємців. У ньому згадується Saruga або Sarubba (Zaruba) Cudomirig, який, швидше за все, пов'язаний з iupanus Sarubba, супутником невідомого хорватського короля або претендента на хорватський трон, Славака, з того самого джерела. До XV століття вони, ймовірно, розгалужувалися на багато менших родыв, або стали частиною інших родыв, або втратили більшість свого шляхетського статусу.
Найдавніша достовірна згадка про рід належить до 1207 року, коли Усте Зудоміріко з'являється як свідок (разом з представниками родів Гусич, Могорович, Качич та ін.) у двох документах, що належать церкві Св. Петра в Бубняні, на захід від Тиня (біля Бенковаця). У документі 1232 року з міста Задар зареєстровано Мілоту Цидомирига щодо деяких земель церкви Св. Хрисогона, тоді як Доброє, син Вукоє Чудомирича в 1278 році, як землевласник у Чудомирчині або районі Чудомирича поблизу Задара, відомий як такий до XVI століття. У 1348 і 1361 роках записані як свідки Радослав і Радич. У 1365 р. Грубан, син «кондама Скеничі», був резидентом і господарем у Качині Гориці. Між 1391 і 1402 роками згадується Диминсе Петрович щодо землі в Чудомирщині. Наприкінці XIV та на початку XV століття в Задарі жили мореплавець Матія Радушевич, Юрай, Петар, Бартол, син Борайки та ін. У 1399 році шляхтич Ратко Драгіашич був одружений з Єленою, дочкою Якова Ласнічича з Бітіни в Гацькій жупі. Остання згадка по імені в місті Задар датується 1509 роком.
25 листопада 1371 року в Спліті було укладено угоду, в якій згадується, що Богдан Вукович із села Чихович і «чотири власники села Сиверич» у Петрово Полі були частиною vna generacione videlicet Cudomiricorum. Маєток роду в Лівно опосередковано згадується в XV підробці, виданій, імовірно, у 1103 році угорським королем Коломаном (villam in Cleuna Sudumirizam). У XV столітті деякі члени жили також в інших частинах Далмації, наприклад, у Трогірі та Сукошані, а в 1451 році в Кніні. У 1494 році конвентуальний францисканець Матія Чудомирич був прокуратором монастиря Св. Фране в Шибенику.
Вони також жили в районі Ліки, в 1404 році був записаний Симон, син Обрада з колишнього села Хотуш'є за Велебітом. У 1503 році Іван Ноич був свідком у Лагодушичі (сьогодні Будак біля Госпича), а у 1512 році Яків Врукович або Врнкович у Белаї (сьогодні Білай біля Госпіча), що також є останньою згадкою роду.
У XV столітті одна родина також мала маєток у Греличі (сьогодні село Греличі біля Нового Загреба в області Загор'я). Біля міста Самобор є пагорб під назвою Чудомершчак, який, можливо, пов'язаний з назвою племені. У 1482 році король Мавій Корвін наказав Каптолу визнати володіння Павла Чудомирича, чиновника сербського деспота Вука Гргуревича Бранковича. У 1501 році дружина Павла Луція, яка тоді була вдовою з доньками Барбарою та Доротеєю, написала Корвіну про насильницьке привласнення її маєтків.